# Liste der denkmalgeschützten Objekte in Strassen (Tirol)
Die Liste der denkmalgeschützten Objekte in Strassen enthält die 8 unbeweglichen denkmalgeschützten Objekte der Gemeinde Strassen.

## Denkmäler
| Foto |                 | Denkmal                                                                                   | Standort                                              | Beschreibung | Metadaten |
| ---- | --------------- | ----------------------------------------------------------------------------------------- | ----------------------------------------------------- | --- | --- |
| ja   | Datei hochladen | Kath. Filialkirche zur Hl. Dreifaltigkeit HERIS-ID: 6748 Objekt-ID: 2630 TKK: 19854       | Dorfstraße Standort KG: Strassen                      | → Hauptartikel : Filialkirche Strassen f1 | BDA-Hist.: Q1257725 Status: § 2a Stand der BDA-Liste: 2025-06-30 Name: Kath. Filialkirche zur Hl. Dreifaltigkeit GstNr.: 1688 Filialkirche zur Hl. Dreifaltigkeit, Strassen                         |
| ja   | Datei hochladen | Kath. Pfarrkirche hl. Jakobus der Ältere HERIS-ID: 6744 Objekt-ID: 2626 TKK: 19853        | östlich Hintenburg 1 Standort KG: Strassen            | 1293 wurde eine Kapelle genannt. Die gotische Kirche wurde um 1455 als Filiale der Pfarrkirche Sillian erbaut. Ab 1652 eine Kuratie der Pfarrkirche Abfaltern wurde die Kirche 1891 zur Pfarrkirche erhoben. 1960/1973 war eine Restaurierung. | BDA-Hist.: Q37927513 Status: § 2a Stand der BDA-Liste: 2025-06-30 Name: Kath. Pfarrkirche hl. Jakobus der Ältere GstNr.: .130, .131, 1212, 1213 Pfarrkirche hl. Jakobus der Ältere Strassen (Tirol) |
| ja   | Datei hochladen | Kriegerdenkmal HERIS-ID: 6749 Objekt-ID: 2631 TKK: 19022                                  | Kirchensiedlung 14, in der Nähe Standort KG: Strassen | Das Kriegerdenkmal wurde 1926 nach einem Entwurf von Roman Pirchner nördlich der Kirche errichtet, 1979 versetzt und 2004 erneuert und durch die Namensinschriften der Gefallenen und Vermissten des Zweiten Weltkriegs und der vier hingerichteten Strassener Freiheitskämpfer von 1809 ergänzt. Es besteht aus einer Kunststeinstele mit geschwungenem Bogenabschluss über einem gemauerten Natursteinsockel mit einem Bronzerelief des hl. Sebastian an der Vorderseite. Hinter der Stele steht ein hohes Holzkreuz mit Dreipassenden. | BDA-Hist.: Q37927669 Status: § 2a Stand der BDA-Liste: 2025-06-30 Name: Kriegerdenkmal GstNr.: 1544/1 Kriegerdenkmal Strassen (Tirol)                                                               |
| ja   | Datei hochladen | Widum HERIS-ID: 6746 Objekt-ID: 2628 TKK: 19000                                           | Kirchensiedlung 19 Standort KG: Strassen              | Das dreigeschoßige, würfelförmige Gebäude unter einem Walmdach wurde um 1800 errichtet und in den 1980er Jahren umgebaut. Die Fassaden sind regelmäßig gegliedert, die Fenster mit tiefen, oben gekehlten Laibungen und Putzfaschenrahmungen versehen. | BDA-Hist.: Q37927586 Status: § 2a Stand der BDA-Liste: 2025-06-30 Name: Widum GstNr.: .69 |
| ja   | Datei hochladen | Römischer Meilenstein HERIS-ID: 6747 Objekt-ID: 2629 TKK: 19023                           | bei Strassen 43 Standort KG: Strassen                 | Der zylinderförmige, unbeschriftete römische Meilenstein aus rötlich-braunem Sandstein wurde 1969 zwischen Strassen-Dorf und Tassenbach gefunden und an der Straße östlich der Dreifaltigkeitskirche aufgestellt. Am Fundort markierte er 20 römische Meilen ab Aguntum. | BDA-Hist.: Q37927608 Status: § 2a Stand der BDA-Liste: 2025-06-30 Name: Römischer Meilenstein GstNr.: 772/2                                                                                         |
| ja   | Datei hochladen | Kapelle zur Schmerzhaften Muttergottes HERIS-ID: 6752 Objekt-ID: 2634 TKK: 18994          | bei Strassen 66 Standort KG: Strassen                 | | BDA-Hist.: Q37927732 Status: § 2a Stand der BDA-Liste: 2025-06-30 Name: Kapelle zur Schmerzhaften Muttergottes GstNr.: .107 Kapelle zur Schmerzhaften Muttergottes (Strassen)                       |
| ja   | Datei hochladen | Kapelle Mariahilf (ehem. Maria vom Guten Rat) HERIS-ID: 6750 Objekt-ID: 2632 TKK: 18995   | bei Tassenbach 11 Standort KG: Strassen               | | BDA-Hist.: Q37927691 Status: Bescheid Stand der BDA-Liste: 2025-06-30 Name: Kapelle Mariahilf (ehem. Maria vom Guten Rat) GstNr.: 1639                                                              |
| ja   | Datei hochladen | Römischer Gebäudekomplex in den Hofer Feldern HERIS-ID: 112321 Objekt-ID: 130463seit 2014 | Standort KG: Strassen                                 | Die Reste einer römerzeitlichen Straßenstation wurden 1931/32 entdeckt. Dabei wurden Mauerreste, teilweise mit Hypokaustheizung und Resten von Wandmalerei freigelegt. In einem der Räume eines Wohnhauses wurden Skelettteile und eine vollständige Körperbestattung gefunden. Der beigegbene Bronzearmreif lässt auf ein spätantikes Grab schließen, das in den Ruinen des Gebäudes angelegt wurde. | BDA-Hist.: Q37830453 Status: Bescheid Stand der BDA-Liste: 2025-06-30 Name: Römischer Gebäudekomplex in den Hofer Feldern GstNr.: 681, 683, 684, 663, 682                                           |